# 野田夢乃
野田 夢乃（のだ ゆめの、1997年10月25日 - ）は、日本の女子ラグビーユニオン選手。

## プロフィール
- 福岡県出身。
- ポジションはスクラムハーフ(SH)。
- 身長 163cm、体重 60kg
- 7人制女子日本代表に選ばれたことがある[3]。

## 略歴
小学4年生からラグビーを始めた。
2015年、福岡高校卒業後、立正大学に入る。
2017年、女子ラグビーワールドカップ2017の女子日本代表に選ばれた。
2020年、立正大学卒業後、日野自動車に入社。
2021年3月31日をもってARUKAS QUEEN KUMAGAYAを退団した。2021年4月5日より東京山九フェニックスに加入した。2022年度シーズンをもって現役を引退した。

## 指導歴
2025年6月20日、東京山九フェニックスのセブンズヘッドコーチに就任。同年の太陽生命ウィメンズセブンズシリーズにおいて、チームスローガン「BLOOM UP」を掲げて指導にあたっている。